# ࢮ
Dāl trois points souscrits ‹ ࢮ › est une lettre additionnelle de l’alphabet arabe utilisée en pegon javanais et anciennement utilisée dans l’écriture du biélorusse et du polonais. Elle est composée d’un dāl ‹ د › diacrité de trois points souscrits.

## Utilisation
Dans les manuscrits du XVIe au XIXe siècle et dans les textes imprimés du XXe siècle, les Tatars de Biélorussie et de Pologne ont utilisé ‹ ࢮ › pour représenter une consonne affriquée alvéolaire voisée /dz/ en biélorusse et polonais.
En javanais écrit avec le pegon, une adaptation de l’alphabet arabe, le dāl trois points souscrits (ou alternativement le dāl point souscrit ‹ ڊ › ou encore le dāl trois points suscrits ‹ ڎ ›), est utilisé pour représenter une consonne occlusive rétroflexe murmurée [ɖ̥].